# Hargitafürdő
Hargitafürdő (románul: Harghita-Băi) település Romániában, Hargita megyében. Csíkszeredához tartozik, de 1898 és 1914 között Csíkcsicsó része volt. A falut a kaolinkitermelés tette ismertté, ám borvízforrásainak és mofettáinak már előbb is nagy hírük volt.

## Mofetták, borvizek
A gázömléses mofetta javasolt idült ízületi gyulladás, magas vérnyomás, érszűkület, vénás keringési zavarok, keményedéses bőrgyulladás, porckorongbántalom, ideggyökkompressziók, csigolyabántalom stb. esetén. A mofetta csak nyáron működik (májustól novemberig, az időjárás függvényében).
Szív- és érrendszeri megbetegedésekre, illetve krónikus gyulladásokra javasoltak. Források: Csipike, Vallató, Piricske, Szemvíz, Lobogó. A Vallató-, illetve Lobogó-forrás egyben feredő (fürdőmedence) is. A Vallató nevének eredetét a hőmérséklete magyarázza, amely télen-nyáron 6-7 °C-os.

## Fekvése
1250–1400 m-es tszf. magasságban helyezkedik el a Csicsói-Hargita délkeleti oldalán.

## Látnivalók
- Ásványvizeiről és mofettáiról híres alpesi jellegű üdülőtelep. Borvizes melegfürdője 1920-ban létesült, de 1950-ben felszámolták csak mofettája maradt meg. Környékén kaolint bányásztak, a termeléssel 2005-ben hagytak fel.
- Határában magasodik a Tolvajos-tető, ahol három nagy kereszt áll 896, 1896 és 1567-es évszámokkal a honfoglalásra, Márton Áron születésére és a János Zsigmond seregén itt aratott győzelemre emlékeztetve. Az 1657-es Tolvajos-tetői ütközet azonban nagyon kétséges, hogy egyáltalán megtörtént-e, hiszen 1567-től 1727-ig egyáltalán senki nem emlegeti, egyetlen krónikában sem fordul elő. A Habsburg uralom 1711-es berendezkedése után 16 évvel, 1727-ben történik meg az első említése ennek a „csatának”. A Habsburgok igyekeztek átformálni a magyar történelmet, a maguk politikai és ellenreformációs célja szerint.
- Római katolikus kápolnája közelében 1996-ban új templom épült.
- Számos közkedvelt sípályája van.
- Itt található a Balu Park nevű kalandpark.

## Képgaléria
- (Téli) képek Hargitafürdőről a www.erdely-szep.hu honlapon
- (Téli) képek Tolvajos-tetőről a www.erdely-szep.hu honlapon
- Hármaskereszt a tolvajos-tetőn